# Moulon, Loiret

Moulon este o comună în departamentul Loiret din centrul Franței. În 1 ianuarie 2022 avea o populație de 183 de locuitori.